# Grossguschelmuth

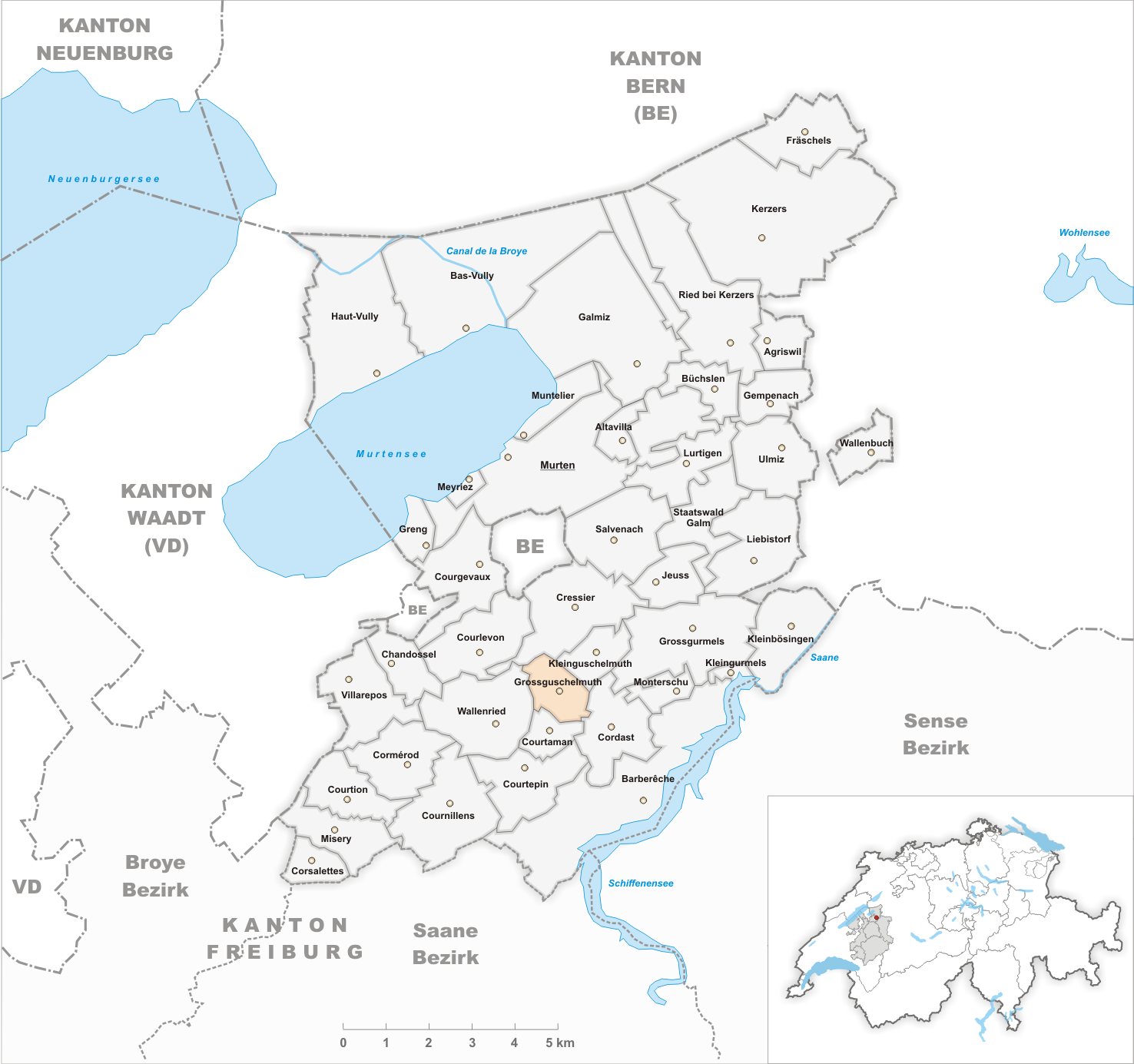
Gemeindestand vor der Fusion am 1. Januar 1978

Grossguschelmuth ist eine ehemalige Gemeinde des Bezirks See des Kantons Freiburg in der Schweiz. Am 1. Januar 1978 wurde Grossguschelmuth mit der ehemaligen Gemeinde Kleinguschelmuth zur ehemaligen Gemeinde Guschelmuth fusioniert.